# Robert J. Sawyer
Robert James Sawyer (ur. 29 kwietnia 1960 w Ottawie) – kanadyjski pisarz science fiction. Zdobył nagrodę Nebula w 1995 r. za powieść Eksperyment terminalny, Hugo w 2003 za powieść Hominidzi i John W. Campbell Memorial Award w 2006 r. za powieść Mindscan. Był także dziewięciokrotnie nominowany do nagrody Hugo, dwukrotnie do Nebuli i dwukrotnie do Campbell Memorial Award.
Ukończył studia na Uniwersytecie Ryersona w Toronto w 1982 r. na kierunku sztuki radiowe i telewizyjne. Jest doktorem honoris causa Laurentian University w Sudbury, Ontario.
W 1998 Sawyer został wybrany na prezydenta Science Fiction and Fantasy Writers of America, pełnił tę funkcję przez rok.
Od 1984 jego żoną jest poetka Carolyn Clink. Mieszka w Mississauga w prowincji Ontario.

### TrylogiaThe Quintaglio Ascension
- Far-Seer (1992)
- Fossil Hunter (1993)
- Foreigner (1994)

### Neandertalska paralaksa
- Hominidzi (Hominids, 2003) – wyd. polskie Solaris 2007
- Ludzie (Humans, 2003) – wyd. polskie  Solaris 2007
- Hybrydy (Hybrids, 2003) – wyd. polskie  Solaris 2007

### TrylogiaWWW
- www. Wzrok (Wake 2009) – wyd. polskie  Solaris 2012
- www. Wiedza (Watch 2010) – wyd. polskie   Solaris 2012
- www. Wolność (Wonder 2011) – wyd. polskie  Solaris 2015

### Inne powieści
- Golden Fleece (1990)
- End of an Era (1994)
- Eksperyment terminalny (The Terminal Experiment, 1995) – wyd. polskie Zysk i S-ka 1997
- Starplex (Starplex, 1996) – wyd. polskie Zysk i S-ka 2000
- Frameshift (1997)
- Illegal Alien (1997)
- Factoring Humanity (1998)
- Futurospekcja (Flashforward, 1999) – wyd. polskie Solaris 2011
- Calculating God (2000)
- Mindscan (2005)
- Rollback (2007)
- Triggers (2012)
- Red Planet Blues (2013)
- Quantum Night (2016)
- The Oppenheimer Alternative (2020)

### Zbiory opowiadań
- Iterations (2002)
- Relativity: Essays and Stories (2004)
- Identity Theft and Other Stories (2008)

## Nagrody
Nagroda Hugo
- 2003: powieść Hominidzi

Nebula
- 1995: powieść Eksperyment terminalny

Nagroda Campbella
- 2006: powieść Mindscan

Nagroda Aurory
- 1990: powieść Golden Fleece
- 1994: opowiadanie Just Like Old Times
- 1996: powieść Eksperyment terminalny
- 1997: opowiadanie Peking Man
- 1997: powieść Starplex
- 1999: powieść Futurospekcja
- 2003: opowiadanie Ineluctable
- 2005: inne utwory Relativity: Essays and Stories
- 2007: opowiadanie Biding Time
- 2010: powieść www. Wzrok